# Federico Riva
Federico Riva (* 9. November 2000 in Rom) ist ein italienischer Leichtathlet, der sich auf die Mittelstreckenläufe spezialisiert hat.

## Leben
Federico Riva wurde in der italienischen Hauptstadt Rom geboren, wo er in der Casal Palocco aufwuchs. Zunächst war er Fußballspieler und spielte in seiner Jugend als Flügelspieler im Nachwuchsbereich einer römischen Fußballmannschaft. In der sechsten Klassenstufe wurde ein Leichtathletiktrainer bei einem Schulwettkampf auf ihn aufmerksam, woraufhin er schon bald mit dem Leichtathletiktraining begann. Im Alter von 14 Jahren wandte Riva sich dann komplett der Leichtathletik zu. Seitdem trainiert er für die G.S. Fiamme Gialle, die Sportmannschaft der italienischen Guardia di Finanza. Riva ist Absolvent einer weiterführenden Schule mit geisteswissenschaftlichem Profil.

## Sportliche Laufbahn
Federico Riva bestritt 2015 erste Wettkämpfe auf nationaler Ebene auf der Mittelstrecke. 2018 wurde er italienischer U20-Hallenmeister im 1500-Meter-Lauf. Während der Freiluftsaison blieb er erstmals in mehreren Wettkämpfen unterhalb der 4-Minuten-Marke über die 1500-Meter-Distanz. 2019 wurde er über 1500 Meter italienischer Vize-U20-Meister. Im Juli trat er im 3000-Meter-Lauf bei den U20-Europameisterschaften in Schweden an. Dort verpasste er als Achter seines Vorlaufes den Einzug in das Finale. 2020 startete Riva zum ersten Mal bei den italienischen Meisterschaften der Erwachsenen. im Finale der 1500 Meter belegte er den siebten Platz. Zudem steigerte er während dieser Saison seine Bestzeit auf 3:45,14 min. 2021 wurde er italienischer U23-Hallenmeister im 1500- und 3000 Meter-Lauf. Im März startete er bei den Leichtathletik-Halleneuropameisterschaften in Polen bei seinen ersten internationalen Meisterschaften bei den Erwachsenen. Dort schied er als Zehnter seines Vorlaufes vorzeitig aus.
2022 konnte Riva seinen ersten nationalen Meistertitel in der Halle feiern. Während der Freiluftsaison steigerte er mehrfach seine Bestzeit bis auf 3:37,38 min, die er im September lief. 2023 trat er in Istanbul erneut bei den Halleneuropameisterschaften an. Dort belegte er in seinem Vorlauf den vierten Platz, der knapp den Einzug in das Halbfinale verhinderte. Nach einigen Wettkämpfen zu Beginn der Freiluftsaison, bremste ihn für den Rest des Jahres ein Pfeiffersches Drüsenfieber aus. 2024 lief Riva Im Februar 3:36,74 min in der Halle, die zwischenzeitlich nationalen Hallenrekord Italiens bedeuteten, ehe die Zeit von Ossama Meslek unterboten wurde. Anfang März trat er dann zum ersten Mal bei den Hallenweltmeisterschaften an. Im Finale über 3000 Meter belegte er in Glasgow den elften Platz. Ende Mai stellte er in Ostrava in 3:33,53 min eine neue 1500-Meter-Bestzeit auf.
2022 und 2024 wurde Riva italienischer Hallenmeister im 3000-Meter-Lauf. 2024 zudem italienischer Hallenmeister über 1500 Meter.

## Wichtige Wettbewerbe
| Jahr                | Veranstaltung               | Ort                 | Platz               | Disziplin/Rennen    | Zeit                |
| Startet für Italien | Startet für Italien         | Startet für Italien | Startet für Italien | Startet für Italien | Startet für Italien |
| ------------------- | --------------------------- | ------------------- | ------------------- | ------------------- | ------------------- |
| 2019                | U20-Europameisterschaften   | Borås               | 8. (1. Vorlauf)     | 3000 m              | 8:42,31 min         |
| 2021                | Halleneuropameisterschaften | Toruń               | 10. (4. Vorlauf)    | 1500 m              | 3:45,85 min         |
| 2023                | Halleneuropameisterschaften | Istanbul            | 20.                 | 1500 m              | 3:50,88 min         |
| 2024                | Hallenweltmeisterschaften   | Glasgow             | 11.                 | 3000 m              | 8:02,66 min         |

## Persönliche Bestleistungen
Freiluft
- 800 m: 1:47,19 min, 25. April 2024, Tivoli
- 1000 m: 2:24,82 min, 25. April 2019, Ostia
- 1500 m: 3:33,53 min, 28. Mai 2024, Ostrava

Halle
- 800 m: 1:47,39 min, 19. Februar 2023, Ancona
- 1500 m: 3:36,74 min, 2. Februar 2024, Miramas
- 3000 m: 7:57,89 min, 18. Februar 2024, Ancona